# KV23

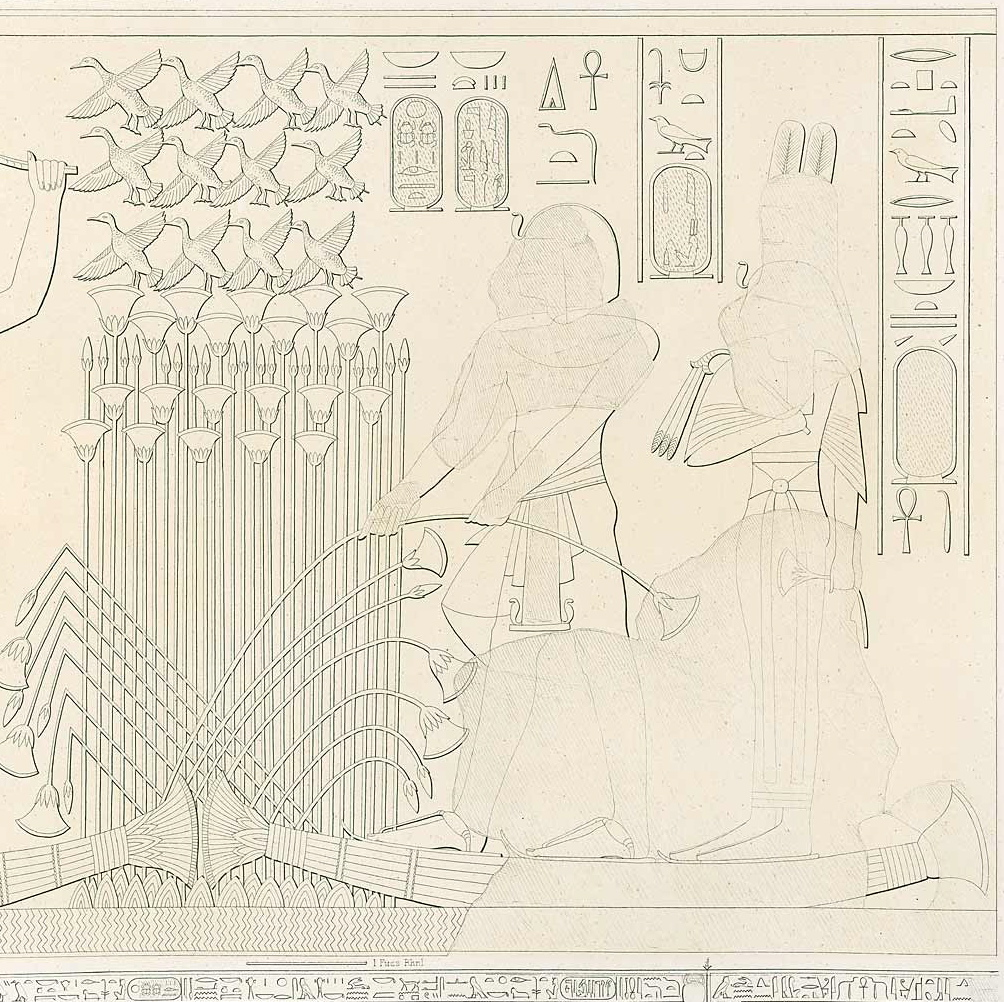
Ay i Tey, dibuix inclòs a l'obra Denkmaeler de Lepsius

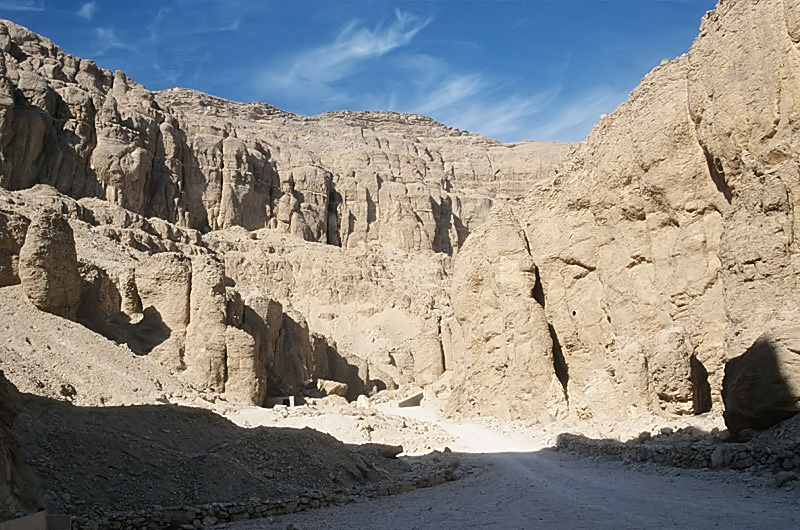
Entrada a la KV23, al fons del uadi

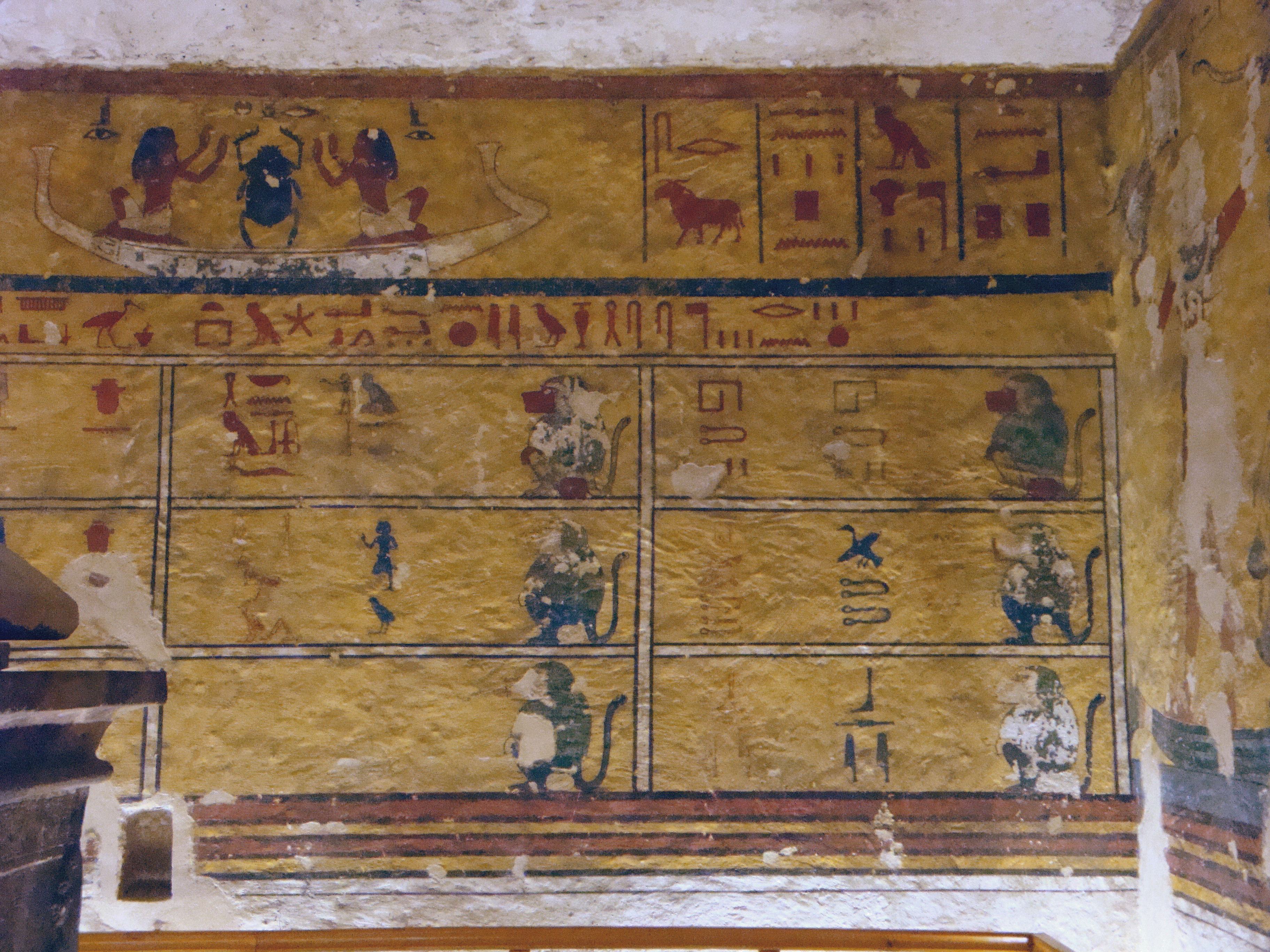
Detall de la decoració amb els famosos papions

La KV23, també anomenada anteriorment WV23 (nomenclatura originada a partir de les sigles de West Valley, 'vall Occidental' en anglès) i popularment la tomba dels micos, és la tomba del faraó Ay, un dels últims faraons de la dinastia XVIII (Imperi nou). Està situada a la vall dels Reis, a la necròpoli tebana, a la ribera occidental del riu Nil, davant de l'actual Luxor. És una de les cinc tombes (quatre de confirmades i una que podria ser un magatzem) que estan situades a l'anomenada vall Occidental o vall dels Micos. El nom popular de vall dels Micos prové precisament dels papions (babuins) que apareixen representats a la tomba. És l'última tomba de la vall Occidental que va ser utilitzada.

## El descobriment i les investigacions posteriors
Belzoni va descobrir la tomba a finals del 1816, quasi per casualitat, en una campanya durant la qual també va descobrir les tombes KV16 (Ramsès I), KV17 (Seti I), KV19, KV21, KV25, KV30 i KV31. Diversos exploradors la van visitar i documentar durant el s. XIX i principis del XX, entre ells destaquen James Burton, Gardner Wilkinson i Lepsius, que va copiar-ne part de les decoracions i va dibuixar el sarcòfag. El 1972, un equip de la Universitat de Minnesota dirigit per Otto Schaden va netejar la tomba i va trobar restes de la tapa del sarcòfag; el 1994, la tomba es va obrir al públic.

## El propietari
Existeix una creença generalitzada que la tomba no va ser creada per a Ay. El faraó va regnar poc de temps i ja era gran quan va pujar al poder. Tot i que pertanyia a la noblesa i estava probablement emparentat amb els faraons anteriors, era segurament impensable que arribés a governar com a faraó abans de la prematura i sobtada mort de Tutankamon. D'entre els possibles candidats a qui podia haver estat destinada originalment destaquen Amenofis IV, Smenkhare i Tutankamon.
Igual que en el cas del seu successor, Horemheb, Ay s'havia fet construir una tomba anterior a la necròpoli d'Amarna durant el regnat d'Akhenaton, la tomba està catalogada amb el número 25 del cementiri sud i és l'única on s'ha trobat el text complet de l'Himne d'Aton. També sembla probable que la tomba que s'estava fent construir a la vall fos la tomba KV62, la que va ocupar Tutankamon.

## El disseny
La tomba està situada a l'extrem occidental del uadi, més enllà de les tombes KV24 i KV25. Es va excavar al peu d'un espadat.
Té una distribució amb un eix lineal i recte, i està orientada cap al nord-oest. S'entra per unes escales que duen a un corredor que acaba en unes altres escales amb nínxols laterals a la part superior; les escales menen a un pou funerari que no es va acabar d'excavar. Després del pou, ja trobem la cambra funerària. Al fons de la cambra funerària, a la banda esquerra, una porta dona pas a una cambra secundària similar a la cambra del tresor de la KV62. La tomba té una superfície total de 212 metres quadrats, pràcticament el doble que la KV62, que només en té 109, i la llargada total de la tomba és de 60 metres.
Aquest disseny es troba sobretot a les tombes de l'època ramèssida, i es creu que s'inspira en els dissenys de les tombes d'Amarna.

## La decoració
L'única zona decorada de la tomba és la cambra funerària o cambra del sarcòfag. La decoració, amb escenes de l'Amduat i del llibre dels morts, està malmesa. Una part va ser vandalitzada en una època indeterminada, però la tomba també ha sofert desperfectes per causes naturals. Destaquen les imatges d'Ay en un pantà, una escena de la vida quotidiana que només se sol representar en les tombes de nobles, funcionaris i treballadors, a la vall dels Reis, és l'única tomba que té aquest tipus de decoració.
La decoració també conté imatges d'Ay i de diversos déus del panteó egipci. És tan similar a la de la tomba de Tutankamon, la KV62, que podria haver estat d'aquest faraó o podria haver estat creada immediatament després de la de Tutankamon pels mateixos obrers. Hi ha dotze papions que simbolitzen les dotze hores de la nit i que també donen nom a la tomba.
El fet que només hi hagi frescos a la cambra funerària fa pensar que la tomba va quedar inacabada.

## El sarcòfag
Belzoni va trobar el sarcòfag trencat en diversos trossos i la tapa oberta i sobre el terra. Es van trobar alguns fragments del sarcòfag a la tomba KV4, la de Ramsès XI (dinastia XX). El 1896, durant un saqueig de la tomba, es va destrossar el sarcòfag. El 1908, Maspero va autoritzar Carter a endur-se'l al Museu Egipci del Caire perquè fos restaurat. El sarcòfag es va exposar durant un temps al museu, el Consell Suprem d'Antiguitats el va acabar de restaurar (amb les restes de la tapa que havien trobat el 1972 l'equip de Schaden) i el va tornar a la tomba, on s'exposa avui dia.
La mòmia del faraó no s'ha trobat mai.